# Vlag van Žilina

Vlag van Žilina (ratio 2:3)

De vlag van Žilina, een regio van Slowakije, bestaat net als vier van de zeven andere Slowaakse regionale vlaggen uit vier gekleurde vlakken, waarbij de linker twee vlakken vierkant zijn en de rechter twee elk tweemaal zo groot als een linker vlak. De kleuren in de vlag van Žilina zijn geel (linksboven), blauw (rechtsboven), groen (linksonder) en rood (rechtsonder).
De vier kleuren in de vlag kunnen gezien worden als de regionale kleuren, en zijn afkomstig uit het regionale wapen. Dit regionale wapen bestaat uit vier kwartieren, die elk het centrale element van een historisch wapen bevatten.
De vlag werd op 20 mei 2002 aangenomen.